# 髙橋宏斗
- 高橋宏斗

髙橋 宏斗（たかはし ひろと、2002年8月9日 - ）は、愛知県尾張旭市出身のプロ野球選手（投手）。右投右打。中日ドラゴンズ所属。

## 経歴

### プロ入り前

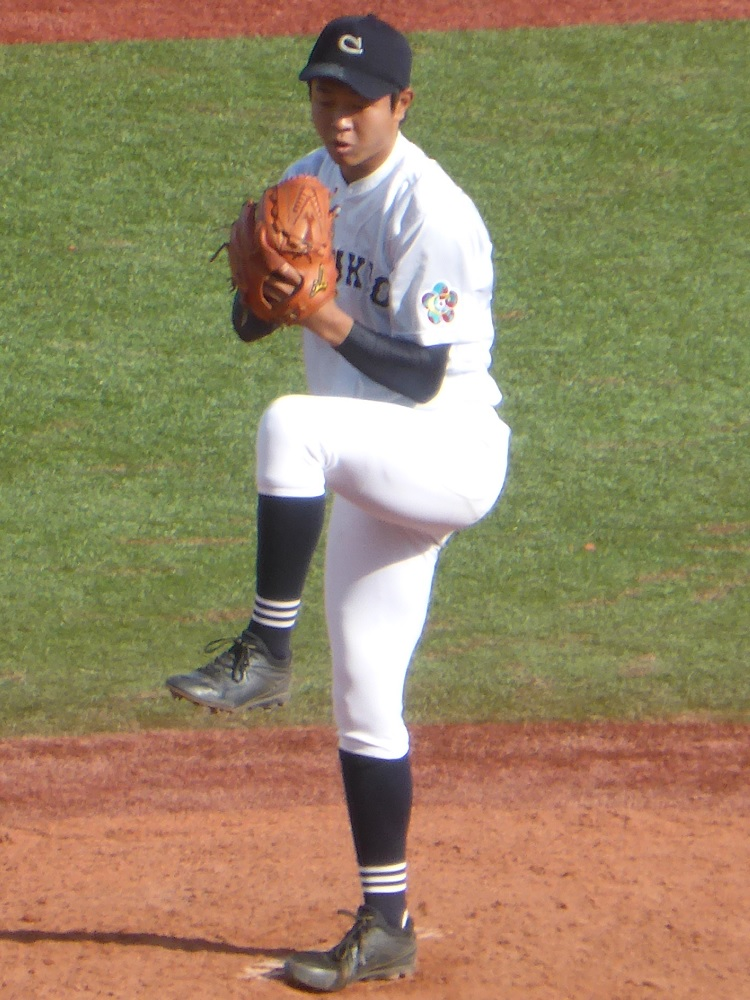
2019年11月18日 中京大中京時代

尾張旭市立三郷小学校2年時に「三郷ファイターズ」に入団し野球を始め、主に二塁手や遊撃手を務める。6年時にはドラゴンズジュニアのメンバーに選出され、「2番・遊撃手」としてプレーした。また、この時共にプレーし5番を打っていた印出太一とは、高校時代に再びチームメイトとなる。尾張旭市立東中学校時代は、かつて兄が所属した豊田シニアに入団。2年時にチーム事情により投手へ転向し、3年時の夏には全国16強入りを達成した。
愛知県名古屋市の中京大学附属中京高等学校へ進学すると、2年時にエースとして第72回愛知県高校野球選手権大会、秋季東海大会、第50回明治神宮野球大会で優勝を経験した。冬には愛知高野連により結成された愛知県高校野球選抜の台湾遠征メンバーに選出され、自身を含めた中京大中京高校のメンバー10人のほか、県内他校の有力選手として選出された上田洸太朗や中川拓真らと共に参加した。3年時には愛知県独自大会で最高球速154 km/hを計測した上に優勝し、甲子園交流試合では智辯学園高等学校相手に勝利を収め、中京大中京は公式戦無敗のままシーズンを締めくくった。中京大中京のチームメイトとして、同学年に中山礼都（読売ジャイアンツ）、1学年下に畔柳亨丞（北海道日本ハムファイターズ）が在籍していた。
一時は兄の母校である慶應義塾大学の環境情報学部へAO入試での進学を希望していたものの、不合格であったためプロ志望届を提出した。2020年のドラフト会議では中日ドラゴンズから単独で1位指名を受け、11月16日に契約金1億円+出来高5000万円、年俸1600万円で仮契約を結んだ（金額は推定）。背番号は同年限りで引退した吉見一起が背負っていた19。担当スカウトは近藤真市。同姓の高橋周平が在籍しているため、報道上およびスコアボード上の表記は「髙橋宏斗」と表記される。

### 中日時代
2021年は開幕を二軍で迎え、3月27日に開催されたウエスタン・リーグの対阪神タイガース戦（ナゴヤ球場）で公式戦デビューを果たした。しかし2/3回を4安打3失点と打ち込まれ、予定されていた1回を投げきれず降板した。最終的に二軍で14試合に登板し34.2回を投げて防御率7.01、0勝5敗、23奪三振の成績を残した。このシーズンでの一軍出場はなかった。オフに200万円減の推定年俸1400万円で契約を更改した。
2022年、春季キャンプは一軍スタートとなり、最後まで一軍に帯同した。オープン戦に登板し、2試合合計で投球回9回1/3で被安打7、与四死球4、14奪三振、防御率2.89と結果を残し、3月30日に対横浜DeNAベイスターズ戦（バンテリンドーム ナゴヤ）に先発して一軍デビューを果たす。デビュー戦での成績は、5回を投げて被安打5、与四死球4・自責点4で敗戦投手となった。4月7日の対東京ヤクルトスワローズ戦（明治神宮野球場）では、6回6安打3失点でプロ初勝利を挙げた。4月20日の対東京ヤクルトスワローズ戦（バンテリンドーム ナゴヤ）では、6回1失点で本拠地初勝利を挙げた。7月7日の対横浜DeNAベイスターズ戦（横浜スタジアム）では、1回に大田泰示を空振り三振に打ち取った直球で自己最速かつ中日の日本人選手では史上最速記録となる球速158km/hを記録した。前半戦は11試合の登板で2勝4敗、防御率3.06の成績だった。
後半戦初戦となる7月29日の対広島東洋カープ戦（MAZDA Zoom-Zoom スタジアム広島）では、8回裏に一死で小園海斗に安打を打たれて10歳代でのノーヒットノーラン達成は逃したもののそれまで無安打無失点に抑え、3か月ぶりとなるシーズン3勝目を挙げた。8月17日の対広島東洋カープ戦（MAZDA Zoom-Zoom スタジアム広島）では、4回に秋山翔吾を三振に打ち取ったところでシーズン100奪三振に到達。8月には月間防御率0.89、21奪三振を記録し、木下拓哉と共に月間最優秀バッテリー賞を受賞した。9月4日の対東京ヤクルトスワローズ戦（明治神宮野球場）では6回途中3失点で5勝目を挙げたが、高卒2年目までに5勝を挙げたのは中日では髙橋が8人目となった。後半戦は一時期連続イニング無失点記録を27回2/3まで伸ばしたほか、防御率1.73を記録するなど安定した投球を見せた。
このシーズンは打線の援護があまりない試合も多く6勝7敗と負け越したものの、防御率2.47、奪三振はリーグ3位となる134を記録。球団別では、対ヤクルト戦では4試合に先発し4試合とも勝利投手となったほか、対広島戦では防御率0.47を記録した。一方、対DeNA戦では防御率2.65ながら1勝4敗と負け越した。11月24日には推定年俸3500万円で契約を更改した。また、シーズンオフには野球日本代表の強化試合「侍ジャパンシリーズ2022」のメンバーに選ばれた（詳細後述）。
2023年、1月26日に2023 ワールド・ベースボール・クラシック（WBC）に出場する野球日本代表（侍ジャパン）のメンバーに選出された。最年少での選出であり、WBCの高卒3年目での代表入りは第2回の田中将大以来であった（WBCに関しては後述）。同年6月13日にバンテリンドーム ナゴヤで開催されたセ・パ交流戦の対千葉ロッテマリーンズ戦で相手打線を9回5安打無失点に抑え、プロ初完投・初完封勝利を達成。自身の連敗を6で止めるとともに、セ・リーグの選手では交流戦史上最年少となる20歳10か月で完封勝利を挙げた。また、この交流戦で史上5人目となる交流戦防御率0.00を達成。9月9日の読売ジャイアンツ戦（東京ドーム）では同年の中日ドラゴンズで3人目となるシーズン10敗に到達。最終的には自身初となる規定投球回に到達し、防御率はリーグ7位の2.527、奪三振は今永昇太に次ぐリーグ2位の145を記録した。しかし打線の援護に恵まれない日が多く、7勝11敗と負け越した。また、リーグワーストの与四球および暴投を記録してしまうなど、課題も見つかったシーズンとなった。11月21日、2800万円増となる推定年俸6300万円で契約を更改した。
2024年は投球フォーム修正の遅れで開幕一軍を果たせず、約1か月遅れで一軍に合流した。7月は4試合に登板し、7月5日の広島戦でのマダックス（100球未満での完封勝利）を含む4勝0敗、防御率0.00で月間MVPを初受賞した。シーズン通じて21試合に先発登板し、12勝4敗、防御率1.38で最優秀防御率のタイトルを獲得した。12月21日、5700万円増となる推定年俸1億2000万円で契約を更改した。23歳シーズンでの年俸1億円突破は球団最年少記録となった。シーズン防御率1.38は球団2リーグ制後では杉下茂の防御率1.39を抜いて球団歴代1位となった。

## 代表経歴
2022年10月4日、野球日本代表の強化試合「侍ジャパンシリーズ2022」のメンバーに選ばれたことが発表された。背番号は14。この強化試合では11月5日の対北海道日本ハムファイターズ戦（東京ドーム）で5回から2番手で登板し、3回無失点に抑えた。
2023年のワールド・ベースボール・クラシックの本戦では、1次ラウンドPOOL B（東京ラウンド）韓国戦（3月10日）において、9点リードで迎えた9回表に5番手として登板し三者凡退で試合を締めた。続くオーストラリア戦（3月12日）では、7点リードで迎えた9回裏に5番手として登板し、先頭打者のアレックス・ホールにソロ本塁打を打たれるも後続を断ち決勝トーナメント進出に貢献。決勝のアメリカ戦（3月22日）では、2点リードで迎えた5回表に3番手として登板。先頭のムーキー・ベッツに内野安打を許したが、マイク・トラウトとポール・ゴールドシュミットを2者連続三振。続くノーラン・アレナドに左前打を許しピンチを作ったものの、カイル・シュワーバーを中飛に仕留めて1回を無失点に抑え優勝に貢献した。優勝時点で20歳のため、21歳から飲酒可能な米国の法律によりシャンパンファイトには参加出来なかったが、チーム合流後に立浪和義監督からドン・ペリニヨンというシャンパンをプレゼントされた。

## 選手としての特徴
投球フォームはスリークォーター。ルーキーイヤーは走者のいない場面、ノーワインドアップであったものの、2年目からセットポジションに一本化している。
最速158km/hを記録したフォーシーム、落差の大きいスプリット、鋭く変化するカットボールを軸とした組み立て。中でもスプリットに対する評価は高く、その投球スタイルから千賀滉大、山本由伸と比較される代物。
2022年の秋季キャンプからは従来のカーブに改良を加え、ナックルカーブへ昇華させている。その他、スライダーやツーシームなども投じる。
同球団の球速として、一時は勝野昌慶および岩嵜翔と並ぶ日本人歴代最速記録を保持していた。これは従来の記録157 km/h（与田剛、浅尾拓也、福谷浩司の計3名が記録）を32年ぶりに更新したもので、また、先述の3名がいずれもリリーフ登板で記録したことに対し、髙橋は先発登板で記録している。
2022年春季キャンプの紅白戦。先発で2回無失点と好投した際、前田健太から「中日の背番号19のピッチャーよくないですか？」とTwitterで評価された。また、他球団からは「直球が球速以上に速く感じるし、スプリットもキレがあるので状態が良いときはバットに当てることさえも難しい（中略）能力の高さは佐々木朗希に匹敵する。球の精度を磨けば球界を代表するエースになれると思う」と評されている。

## 人物
- ドラゴンズジュニアでのチームメイトに元謙太[80]、中京大中京高校でのチームメイトに中山礼都がいる[81]。元はオリックス・バファローズ、中山は読売ジャイアンツに自身と同じく2020年度のドラフト会議で指名された[82]。高校でのチームメイトであった中山とは、プロ入り後もプライベートでも仲が良い[83]。
- スタジアム内での表記は、フルネームの『髙橋宏斗』で表記されている。（ただし球場によっては、電光表示板の制限から『髙橋宏』となる）
- 入団当初から「ストレートで160 km/h超を目指す」と公言しており、その参考としてMLBのジェイコブ・デグロムの名を挙げている[84]。
- 2024年シーズンから、ミズノとブランドアンバサダー契約を締結している[85]。

## 詳細情報

### 年度別投手成績
| 年 度     | 球 団     | 登 板 | 先 発 | 完 投 | 完 封 | 無 四 球 | 勝 利 | 敗 戦 | セ 丨 ブ | ホ 丨 ル ド | 勝 率 | 打 者 | 投 球 回 | 被 安 打 | 被 本 塁 打 | 与 四 球 | 敬 遠 | 与 死 球 | 奪 三 振 | 暴 投 | ボ 丨 ク | 失 点 | 自 責 点 | 防 御 率 | W H I P |
| --------- | --------- | ----- | ----- | ----- | ----- | -------- | ----- | ----- | -------- | ----------- | ----- | ----- | -------- | -------- | ----------- | -------- | ----- | -------- | -------- | ----- | -------- | ----- | -------- | -------- | ------- |
| 2022      | 中日      | 19    | 19    | 0     | 0     | 0        | 6     | 7     | 0        | 0           | .462  | 462   | 116.2    | 79       | 8           | 42       | 3     | 4        | 134      | 1     | 0        | 34    | 32       | 2.47     | 1.04    |
| 2023      | 中日      | 25    | 25    | 1     | 1     | 0        | 7     | 11    | 0        | 0           | .389  | 621   | 146.0    | 129      | 6           | 51       | 0     | 9        | 145      | 8     | 0        | 52    | 41       | 2.53     | 1.23    |
| 2024      | 中日      | 21    | 21    | 1     | 1     | 0        | 12    | 4     | 0        | 0           | .750  | 569   | 143.2    | 107      | 1           | 34       | 2     | 4        | 130      | 5     | 0        | 27    | 22       | 1.38     | 0.98    |
| 通算：3年 | 通算：3年 | 65    | 65    | 2     | 2     | 0        | 25    | 22    | 0        | 0           | .532  | 1652  | 406.1    | 315      | 15          | 127      | 5     | 17       | 409      | 14    | 0        | 113   | 95       | 2.10     | 1.09    |

- 2024年度シーズン終了時
- 各年度の太字はリーグ最高、青太字は2リーグ制以降のNPB規定投球回到達内で歴代最少

### 年度別投手（先発）成績所属リーグ内順位
| 年 度 | 年 齢 | リ ｜ グ   | 完 投 | 完 封 | 勝 利 | 勝 率 | 投 球 回 | 奪 三 振 | 防 御 率 |
| ----- | ----- | ---------- | ----- | ----- | ----- | ----- | -------- | -------- | -------- |
| 2022  | 20    | セ・リーグ | -     | -     | -     | -     | -        | 3位      | -        |
| 2023  | 21    | セ・リーグ | -     | -     | -     | -     | 7位      | 2位      | 7位      |
| 2024  | 22    | セ・リーグ | -     | -     | 3位   | 4位   | -        | 4位      | 1位      |

- - は10位未満（防御率における規定投球回未達も - と表記）
- 太字は規定投球回到達年度

### WBCでの投手成績
| 年 度 | 代 表 | 登 板 | 先 発 | 勝 利 | 敗 戦 | セ ｜ ブ | 打 者 | 投 球 回 | 被 安 打 | 被 本 塁 打 | 与 四 球 | 敬 遠 | 与 死 球 | 奪 三 振 | 暴 投 | ボ ｜ ク | 失 点 | 自 責 点 | 防 御 率 |
| ----- | ----- | ----- | ----- | ----- | ----- | -------- | ----- | -------- | -------- | ----------- | -------- | ----- | -------- | -------- | ----- | -------- | ----- | -------- | -------- |
| 2023  | 日本  | 3     | 0     | 0     | 0     | 0        | 12    | 3.0      | 3        | 1           | 0        | 0     | 0        | 5        | 0     | 0        | 1     | 1        | 3.00     |

### WBSCプレミア12での投手成績
| 年 度 | 代 表 | 登 板 | 先 発 | 勝 利 | 敗 戦 | セ ｜ ブ | 打 者 | 投 球 回 | 被 安 打 | 被 本 塁 打 | 与 四 球 | 敬 遠 | 与 死 球 | 奪 三 振 | 暴 投 | ボ ｜ ク | 失 点 | 自 責 点 | 防 御 率 |
| ----- | ----- | ----- | ----- | ----- | ----- | -------- | ----- | -------- | -------- | ----------- | -------- | ----- | -------- | -------- | ----- | -------- | ----- | -------- | -------- |
| 2024  | 日本  | 2     | 2     | 0     | 0     | 0        | 33    | 8.0      | 9        | 1           | 1        | 0     | 0        | 16       | 0     | 0        | 2     | 2        | 2.25     |

- 太字は大会最高

### 年度別守備成績
| 年 度 | 球 団 | 投手  | 投手  | 投手  | 投手  | 投手  | 投手     |
| 年 度 | 球 団 | 試 合 | 刺 殺 | 補 殺 | 失 策 | 併 殺 | 守 備 率 |
| ----- | ----- | ----- | ----- | ----- | ----- | ----- | -------- |
| 2022  | 中日  | 19    | 10    | 17    | 2     | 2     | .931     |
| 2023  | 中日  | 25    | 15    | 26    | 1     | 1     | .976     |
| 2024  | 中日  | 21    | 7     | 26    | 2     | 1     | .943     |
| 通算  | 通算  | 65    | 32    | 69    | 5     | 4     | .951     |

- 2024年度シーズン終了時
- 各年度の太字はリーグ最高

### タイトル
- 最優秀防御率：1回（2024年）

### 表彰
- 月間MVP：1回（投手部門：2024年7月[86]）
- 月間JERAセ・リーグAWARD：1回（2024年6・7月[87]）
- 月間最優秀バッテリー賞：1回（2022年8月 捕手：木下拓哉）[38][88]
- ドラゴンズクラウン賞 最優秀選手賞：1回（2024年）

### 記録
初記録
投手記録
- 初登板・初先発登板：2022年3月30日、対横浜DeNAベイスターズ2回戦（バンテリンドーム ナゴヤ）、5回4失点で敗戦投手[1][26]
- 初奪三振：同上、1回表に楠本泰史から空振り三振[89]
- 初勝利・初先発勝利：2022年4月7日、対東京ヤクルトスワローズ3回戦（明治神宮野球場）、6回3失点[90][91]
- 初完投・初完封勝利：2023年6月13日、対千葉ロッテマリーンズ1回戦（バンテリンドーム ナゴヤ）、9回5安打2四球9奪三振無失点[52][53][92]

打撃記録
- 初打席：2022年3月30日、対横浜DeNAベイスターズ2回戦（バンテリンドーム ナゴヤ）、3回裏に石田健大から捕ゴロ併殺打[89]
- 初安打・初打点：2022年4月7日、対東京ヤクルトスワローズ3回戦（明治神宮野球場）、2回表に石川雅規から中前2点適時打[90][91]

その他の記録
- シーズン33イニング連続無失点：2024年 ※2リーグ制以降、球団歴代3位
- シーズン防御率1.38：2024年 ※球団2リーグ制以降歴代1位[62]、セ・リーグ歴代6位[62]
- シーズン被本塁打1：2024年 ※規定投球回到達者では2リーグ制以降最少記録[62]
- 月間防御率0.00（30投球回以上）：2024年7月 ※2リーグ制以降史上6人目[93]
- オールスターゲーム出場：1回（2024年）

### 背番号
- 19（2021年 - ）
  - 14（侍ジャパン強化試合・シリーズ2022）
  - 28（侍ジャパンシリーズ2023・WBC強化試合・2023年WBC）[94]

### 登場曲
- 「ROOFTOPS feat. 藤原聡」KERENMI（2022年）[95]
- 「双葉」あいみょん（2022年）[95]
- 「シンデレラガール」King & Prince（2022年9月13日、打席時）[96]
- 「優しさに溢れた世界で」Saucy Dog（2022年）[97]
- 「シーグラス」Saucy Dog（2022年）[97]
- 「それはやっぱり君でした」二宮和也（2023年）[98]
- 「結」Saucy Dog（2023年）[98]
- 「美しい日」SUPER BEAVER（2024年）[99]
- 「全力少年」スキマスイッチ（2024年）[99]

### 代表歴
- 侍ジャパン強化試合2022
- 侍ジャパンシリーズ2022 「日本 対 オーストラリア」
- 侍ジャパンシリーズ2023・2023WBC強化試合
- 2023 ワールド・ベースボール・クラシック
- 2024 WBSCプレミア12 日本代表